# Mietdatenbank
Die Mietdatenbank nach § 558e BGB ist durch die Mietrechtsreform 2001 im deutschen Mietrecht als Begründungsmittel für Mieterhöhungen bei der Wohnungsmiete zum Nachweis der ortsüblichen Vergleichsmiete eingeführt worden ist. Sie zeichnet sich dadurch aus, dass sie von einer Gemeinde oder von Vermieter- und Mieterverbänden gemeinsam geführt oder anerkannt wird. In der Datenbank werden fortlaufend Mietpreise gesammelt, die in einer bestimmten Gemeinde vereinbart worden sind. 
Die praktische Bedeutung der Mietdatenbank ist im Vergleich zum Mietspiegel gering geblieben, weil die Daten nicht notwendig repräsentativ sind. Die (meist kostenpflichtige) Auskunft aus der Mietdatenbank ist kein gerichtliches Beweismittel, ihr kommt auch keine Vermutungswirkung zu. Die Einführung solcher Datenbanken ist häufig aus datenschutzrechtlichen Gründen unterblieben und momentan existiert keine solche Mietdatenbank im Sinne des Gesetzes (Stand: August 2024).